# Trzebiechów
Trzebiechów (deutsch Trebschen) ist ein Dorf im Powiat Zielonogórski der Woiwodschaft Lebus in Polen. Es ist Sitz der gleichnamigen Landgemeinde mit etwas mehr als 3400 Einwohnern.

## Geographische Lage
Die Ortschaft liegt in der Neumark im Urstromtal der Oder, etwa 40 Kilometer nordöstlich der Stadt Zielona Góra (Grünberg in Schlesien).

## Geschichte

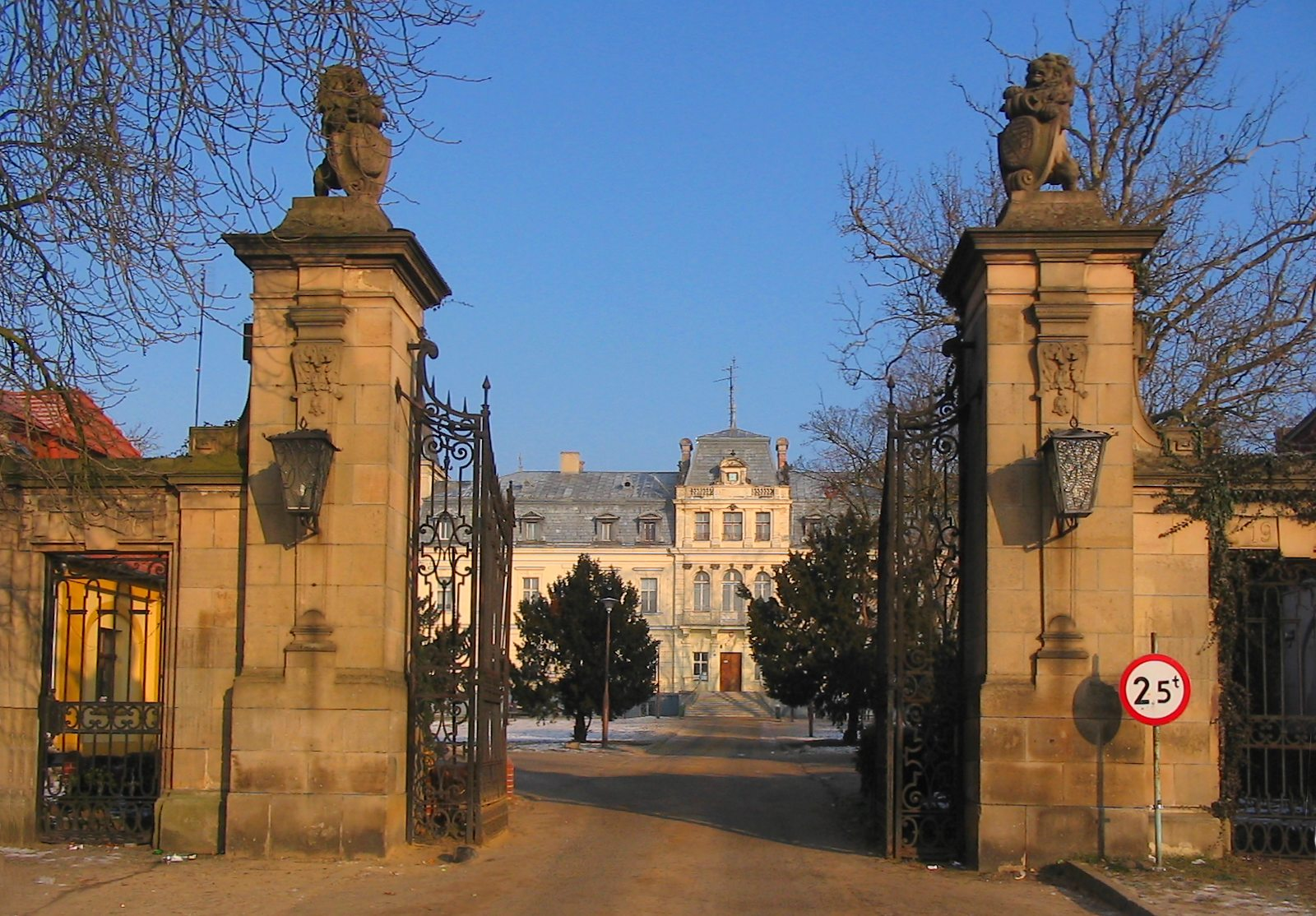
Schloss des ehemaligen Ritterguts Trebschen

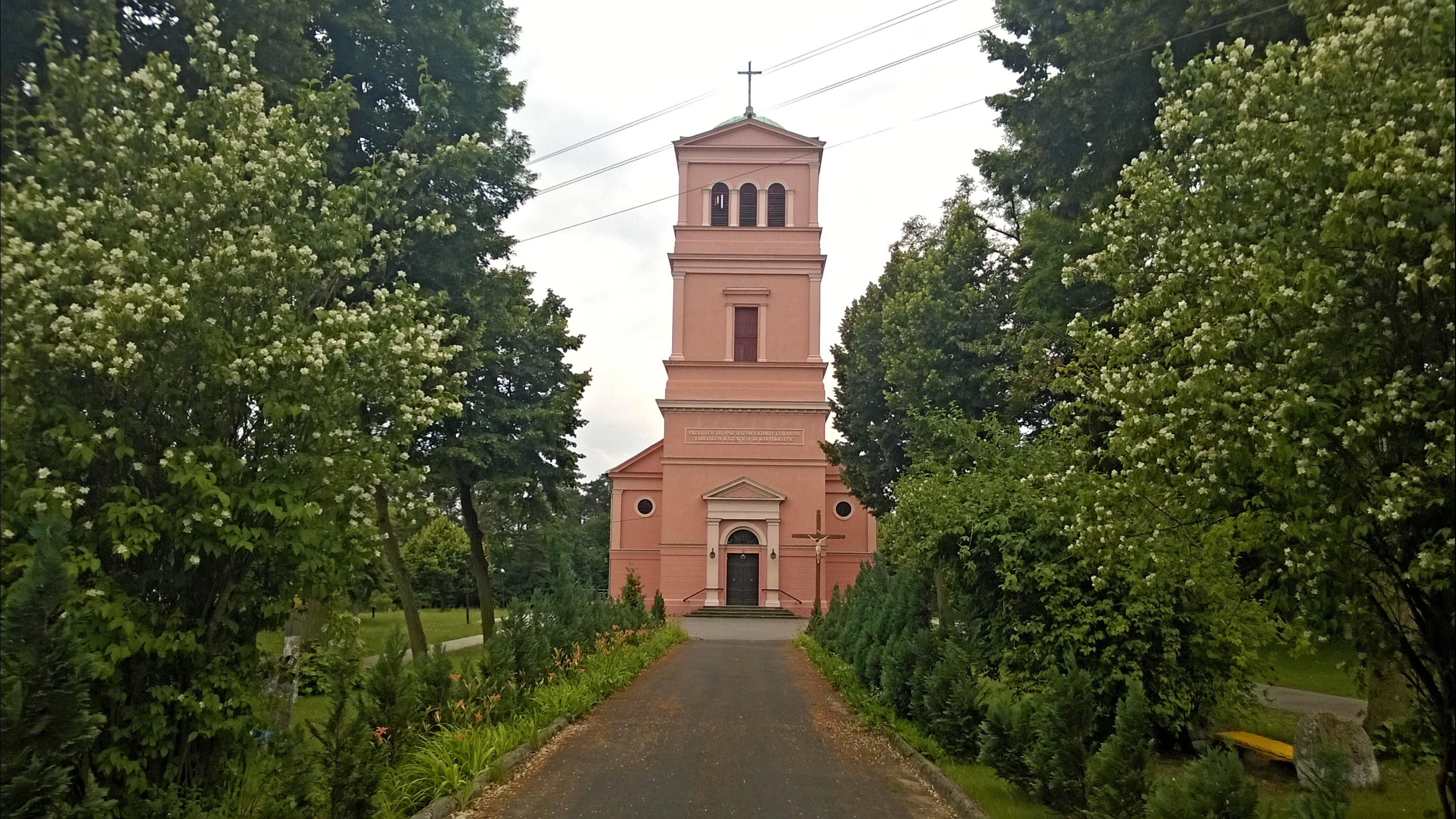
Mariä-Himmelfahrts-Kirche

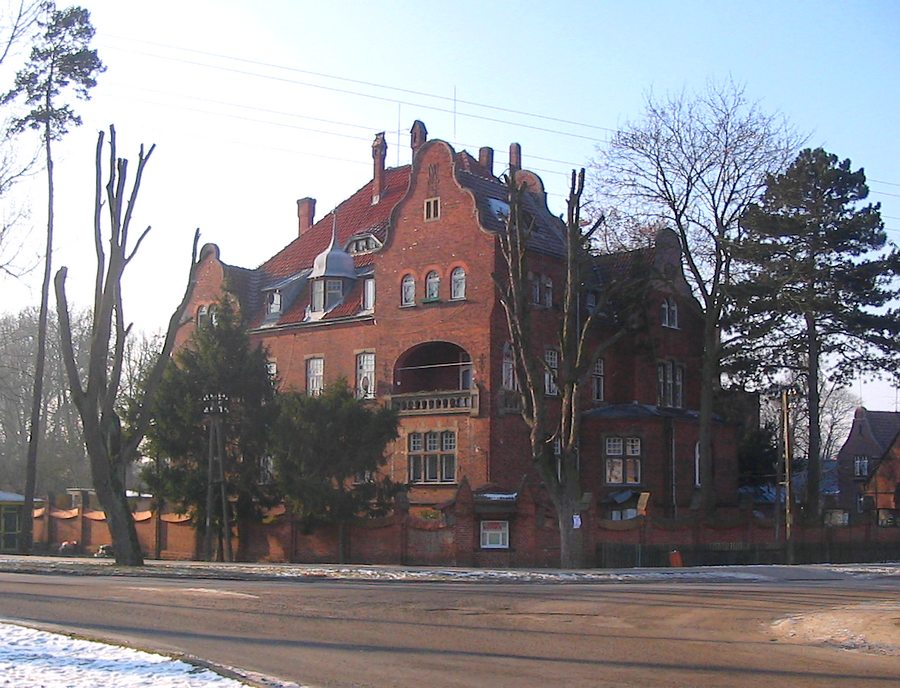
Sanatorium

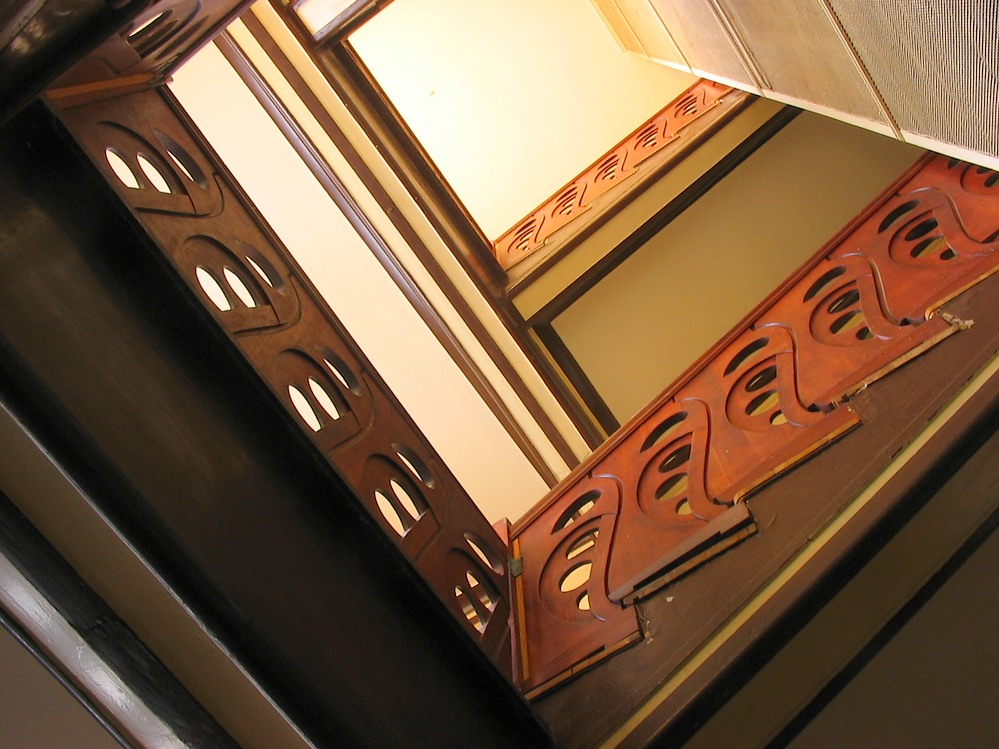
Treppenhaus im Sanatorium nach Henry van de Velde

Der vermutlich bereits seit dem 13. Jahrhundert existierende Ort befand sich vom 15. bis zur Mitte des 18. Jahrhunderts im Besitz der aus Böhmen stammenden Familie  Troschke.  Die Stadt Trebschen selbst war Anfang des 18. Jahrhunderts von dem Kammerherrn Troschke, Besitzer des Ritterguts Trebschen, zur Aufnahme evangelischer Schlesier und Polen angelegt worden, die in ihrer Heimat  aufgrund ihrer Religion verfolgt wurden, und erhielt 1707 Stadtrecht. Die 1674 erbaute Kirche, die ein Fassungsvermögen von etwa 700 Personen hatte,  war früher eine schlesische Grenzkirche.
Im 18. Jahrhundert hatte die Stadt ihre Blütezeit als Zentrum der Tuchproduktion. Von dieser profitierten im Laufe der Zeit aber immer mehr die Nachbarorte; die Bedeutung von Trebschen ging zurück, und die Ortschaft verlor 1870 ihre Stadtrechte wieder. 1825 wurde das Schulhaus neu erbaut.
Ab 1902 entstanden auf Initiative von Marie von Sachsen-Weimar-Eisenach Kuranlagen wie das Sanatorium, das von 1920 bis 1945 Tuberkulose-Kranken zur Verfügung stand.
Die Ortschaft gehörte bis 1945 zum preußischen Landkreis Züllichau-Schwiebus in der Provinz Brandenburg.
Gegen Ende des Zweiten Weltkriegs marschierte im Frühjahr 1945 die Rote Armee ein und besetzte die Region und das Dorf. Nach Kriegsende wurde die Ortschaft unter polnische  Verwaltung gestellt. Die deutsche Bevölkerung wurde in der Folgezeit von der örtlichen polnischen Verwaltungsbehörde vertrieben. Trebschen erhielt den polnischen Namen Trzebiechów.

### Einwohnerzahlen bis 1945
- 1719: 086[1]
- 1800: 186[1]
- 1858: 265[1]
- 1933: 780[3]
- 1939: 782[3]

## Sehenswürdigkeiten
Die Anlage des Ortes folgt im Wesentlichen einer Nord-Süd-Achse. Am südlichen Ende befindet sich die klassizistische Pfarrkirche, am nördlichen Ende das Schlossareal mit den seit 1670 angelegten Parkanlagen.
- Im Barockstil umgebautes Renaissanceschloss Friedrichshuld, früher im Besitz der Fürsten Reuß
- Spätklassizistische Mariä-Himmelfahrts-Kirche von 1840
- Ehemaliges Sanatorium (1903–1905) mit einer von Henry van de Velde gestalteten Inneneinrichtung im Jugendstil, das einzige Werk des belgischen Innenarchitekten im heutigen Polen

## Gemeinde
Zur Landgemeinde (gmina wiejska) Trzebiechow gehören elf Dörfer mit Schulzenämtern.

## Persönlichkeiten
- Karl Ludwig von Troschke (1718–1801), preußischer Generalleutnant
- Heinrich XXIV. Prinz Reuß-Köstritz (1855–1910), Komponist
- Eleonore Reuß zu Köstritz (1860–1917), Königin von Bulgarien
- Martin Nischalke (1882–1962), Politiker der SPD und MdL in Hessen
- Ullrich Diesing (1911–1945), Generalmajor der Luftwaffe.
- Krzysztof Pawlak (* 1958), Fußballspieler und -trainer.